# Экология Кирова

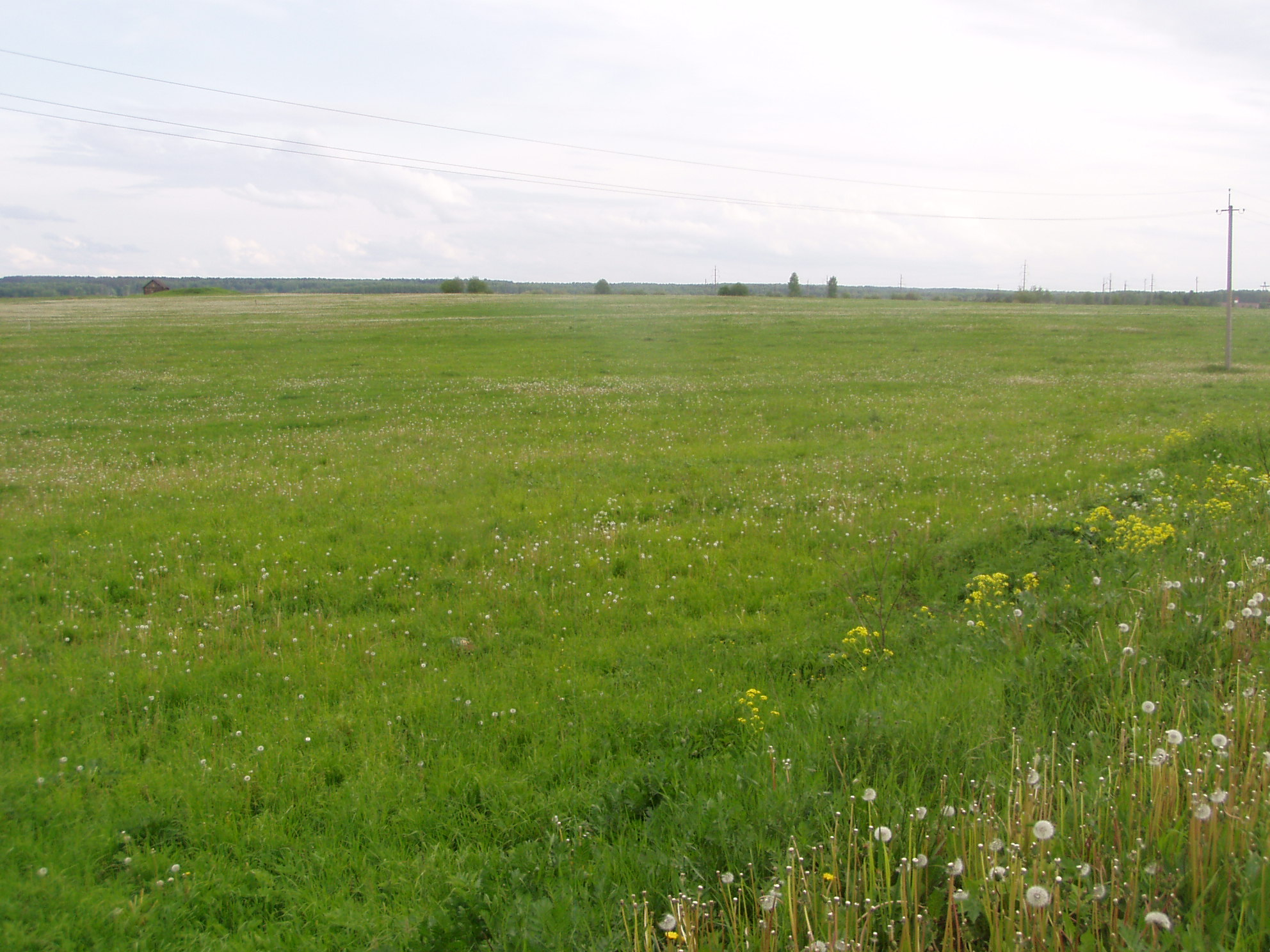
Соломинское поле в Нововятском районе Кирова

Экологическая ситуация Кирова, крупного промышленного центра, характеризуется высоким уровнем загрязнения атмосферного воздуха, связанным с выбросами от автомобильного транспорта и объектов промышленности, окружающих город со всех сторон. В целом, экологические проблемы административного центра Кировской области связаны с высокой концентрацией крупных промышленных объектов, транспортных потоков, большой плотностью населения и инфраструктуры.

## Загрязнение воздуха
Крупнейшие загрязнители атмосферного воздуха — предприятия энергетического комплекса (27 %), химическая и нефтехимическая промышленность (5,3 %), транспорт (37 %). Основными загрязняющими веществами являются оксид углерода, пыль, формальдегид. В среднем за год в атмосферу от стационарных источников выбрасывается 64 тыс. тонн загрязняющих веществ, что соответствует 695 тоннам на км² или 204 килограммам на человека.
По качеству атмосферного воздуха наиболее проблемным является Юго-Западный район, от жителей которого поступает больше всего жалоб на появление неприятного запаха в районе БиоХим завода, при этом при проведении анализа проб воздуха каких-либо нарушений не фиксируют.

## Загрязнение почв
Экологическое состояние городских парковых почв в целом удовлетворительное. Анализ почвы, отобранной в сквере 60-летия СССР, парке имени С. М. Кирова и парке им. 50-летия ВЛКСМ, показал преобладание сульфат-ионов и хлорид-ионов среди анионов, а также ионов кальция среди катионов.

## Водные ресурсы

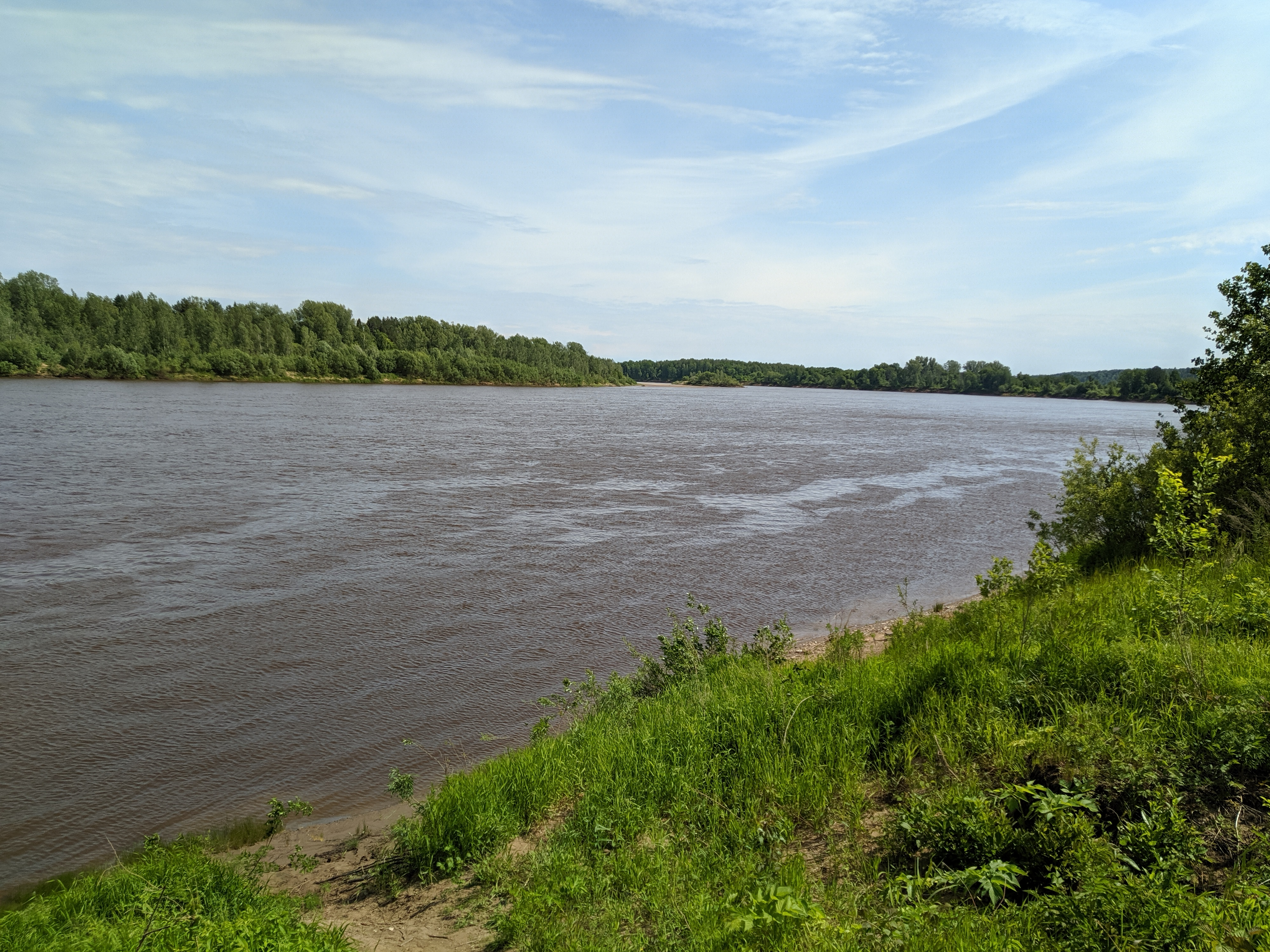
Река Вятка

Вода в наиболее крупном источнике водоснабжения — реке Вятке — не соответствует существующим нормам и показателям. Это связано с тем, что выше по течению находятся крупные населённые пункты — источники сточных вод. К отметке Кировского водозабора сбрасывается 45 % всех сточных вод области. Крупнейший загрязнитель — Кирово-Чепецкий химический комбинат, сбрасывающий отходы во второй полосе водоохранной зоны Кировского водозабора. Для решения этой проблемы была разработана региональная программа «Внеплощадочные системы водоснабжения г. Кирова», в рамках которой с 2002 года в слободе Корчёмкино возводится новый водозаборный комплекс с современными системами очистки воды.
В качестве альтернативного источника рассматривается линза подземных артезианских вод Кумёнского района области. Данный источник также находится под угрозой загрязнения, так как в находящемся рядом Кирово-Чепецком химическом комбинате применяется технология шлакового захоронения отходов, каждый час на глубину полутора километров закачивается до 20 м³ токсичных отходов.

## Химическое и биологическое заражение
Потенциальную опасность представлял находящийся на расстоянии 90 км от города Марадыковский химический арсенал, в котором (на 2006 год) хранилось 17,4 % запасов химического оружия России, включая боеприпасы с отравляющими веществами последних поколений — зарином, зоманом, VX газами, ипритно-люизитными смесями. В 2006 году при арсенале был открыт завод по утилизации химического оружия, которая должна была завершиться к 2012 году. На данный момент уничтожение химического оружия завершилось и официальное закрытие арсенала состоялось осенью 2015 года.
В Кирове расположен научно-исследовательский институт микробиологии Министерства обороны РФ, разрабатывающий средства защиты от наступательного биологического вооружения. Специфика института подразумевает работу с особо опасными вирусными штаммами, создающими угрозу заражения городской территории.

## Твёрдые и бытовые отходы
Остро стоит проблема утилизации отходов. Крупнейшей свалкой твёрдых бытовых отходов Кирова является переполненный Костинский полигон. Из-за этого развивается проблема несанкционированных свалок. В городе действует предприятие по утилизации опасных промышленных отходов «Куприт», основным акционером которого является Администрация города Кирова. 14 млн тонн промышленных отходов Кирово-Чепецкого химического комбината, включая 12 млн тонн 3-го и 4-го класса опасности, хранятся в водоохранной зоне Кировского водозабора.